# Chauvin, Alberta
Chauvin är en ort i Kanada.   Den ligger i provinsen Alberta, i den centrala delen av landet, 2 600 km väster om huvudstaden Ottawa. Chauvin ligger 624 meter över havet och antalet invånare är 334.
Terrängen runt Chauvin är platt, och sluttar österut. Trakten runt Chauvin är nära nog obefolkad, med mindre än två invånare per kvadratkilometer.. Det finns inga andra samhällen i närheten. 
Trakten runt Chauvin består till största delen av jordbruksmark.